# AEGON Classic 2011 - Qualificazioni singolare
Le qualificazioni del singolare  dell'AEGON Classic 2011 sono state un torneo di tennis preliminare per accedere alla fase finale della manifestazione. I vincitori dell'ultimo turno sono entrati di diritto nel tabellone principale. In caso di ritiro di uno o più giocatori aventi diritto a questi sono subentrati i lucky loser, ossia i giocatori che hanno perso nell'ultimo turno ma che avevano una classifica più alta rispetto agli altri partecipanti che avevano comunque perso nel turno finale.

## Giocatori

### Teste di serie
1. Chan Yung-jan (ultimo turno)
2. Sloane Stephens (ultimo turno)
3. Michelle Larcher de Brito (ultimo turno, ritiro)
4. Sesil Karatančeva (ultimo turno)
5. Ajla Tomljanović (qualificata)
6. Julia Glushko (ultimo turno)
7. Arina Rodionova (qualificata)
8. Lindsay Lee-Waters (ultimo turno)

1. Rika Fujiwara (qualificata)
2. Gail Brodsky (ultimo turno)
3. Alexandra Stevenson (qualificata)
4. Naomi Broady (qualificata)
5. Sarah Gronert (qualificata)
6. Conny Perrin (qualificata)
7. Abigail Spears (ultimo turno)
8. Shūko Aoyama (qualificata)

### Qualificate
1. Rika Fujiwara
2. Naomi Broady
3. Sarah Gronert
4. Conny Perrin

1. Ajla Tomljanović
2. Alexandra Stevenson
3. Arina Rodionova
4. Shūko Aoyama

## Tabellone qualificazioni

### Sezione 1
|  | Ultimo turno |               |   |    |   |  |
|  |              |               |   |    |   |  |
|  | 1            | Chan Yung-jan | 6 | 65 | 2 |  |
|  | 9            | Rika Fujiwara | 3 | 7  | 6 |  |

### Sezione 2
|  | Primo turno | Primo turno       | Primo turno       | Primo turno | Primo turno |  |  | Ultimo turno | Ultimo turno    | Ultimo turno    | Ultimo turno | Ultimo turno |  |
|  |             |                   |                   |             |             |  |  |              |                 |                 |              |              |  |
|  |             |                   |                   |             |             |  |  |              |                 |                 |              |              |  |
|  |             |                   |                   |             |             |  |  | 2            | Sloane Stephens | Sloane Stephens | 1            | 4            |  |
|  | WC          | Raquel Kops-Jones | Raquel Kops-Jones | 3           | 3           |  |  | 12           | Naomi Broady    | Naomi Broady    | 6            | 6            |  |
|  | 12          | Naomi Broady      | Naomi Broady      | 6           | 6           |  |  |              |                 |                 |              |              |  |

### Sezione 3
|  | Primo turno | Primo turno   | Primo turno   | Primo turno | Primo turno |  |  | Ultimo turno | Ultimo turno              | Ultimo turno              | Ultimo turno | Ultimo turno |  |
|  |             |               |               |             |             |  |  |              |                           |                           |              |              |  |
|  |             |               |               |             |             |  |  |              |                           |                           |              |              |  |
|  |             |               |               |             |             |  |  | 3            | Michelle Larcher de Brito | Michelle Larcher de Brito | 1            | r            |  |
|  | WC          | Lottie Fox    | Lottie Fox    | 3           | 1           |  |  | 13           | Sarah Gronert             | Sarah Gronert             | 1            |              |  |
|  | 13          | Sarah Gronert | Sarah Gronert | 6           | 6           |  |  |              |                           |                           |              |              |  |

### Sezione 4
|  | Primo turno | Primo turno      | Primo turno      | Primo turno | Primo turno |  |  | Ultimo turno | Ultimo turno      | Ultimo turno | Ultimo turno | Ultimo turno |  |
|  |             |                  |                  |             |             |  |  |              |                   |              |              |              |  |
|  |             |                  |                  |             |             |  |  |              |                   |              |              |              |  |
|  |             |                  |                  |             |             |  |  | 4            | Sesil Karatančeva | 5            | 7            | 3            |  |
|  | WC          | Natasha Starling | Natasha Starling | 1           | 2           |  |  | 14           | Conny Perrin      | 7            | 64           | 6            |  |
|  | 14          | Conny Perrin     | Conny Perrin     | 6           | 6           |  |  |              |                   |              |              |              |  |

### Sezione 5
|  | Primo turno | Primo turno        | Primo turno        | Primo turno | Primo turno |  |  | Ultimo turno | Ultimo turno     | Ultimo turno | Ultimo turno | Ultimo turno |  |
|  |             |                    |                    |             |             |  |  |              |                  |              |              |              |  |
|  |             |                    |                    |             |             |  |  |              |                  |              |              |              |  |
|  |             |                    |                    |             |             |  |  | 5            | Ajla Tomljanović | 64           | 6            | 6            |  |
|  | WC          | Vladimíra Uhlířová | Vladimíra Uhlířová | 2           | 1           |  |  | 15/WC        | Abigail Spears   | 7            | 3            | 4            |  |
|  | 15/WC       | Abigail Spears     | Abigail Spears     | 6           | 6           |  |  |              |                  |              |              |              |  |

### Sezione 6
|  | Ultimo turno |                     |                     |   |   |  |
|  |              |                     |                     |   |   |  |
|  | 6            | Julia Glushko       | Julia Glushko       | 1 | 2 |  |
|  | 11           | Alexandra Stevenson | Alexandra Stevenson | 6 | 6 |  |

### Sezione 7
|  | Ultimo turno |                 |    |   |    |  |
|  |              |                 |    |   |    |  |
|  | 7            | Arina Rodionova | 7  | 4 | 7  |  |
|  | 10           | Gail Brodsky    | 65 | 6 | 65 |  |

### Sezione 8
|  | Primo turno | Primo turno     | Primo turno | Primo turno | Primo turno |  |  | Ultimo turno | Ultimo turno       | Ultimo turno | Ultimo turno | Ultimo turno |  |
|  |             |                 |             |             |             |  |  |              |                    |              |              |              |  |
|  |             |                 |             |             |             |  |  |              |                    |              |              |              |  |
|  |             |                 |             |             |             |  |  | 8            | Lindsay Lee-Waters | 7            | 3            | 64           |  |
|  |             | Natalie Grandin | 3           | 7           | 3           |  |  | 16           | Shūko Aoyama       | 63           | 6            | 7            |  |
|  | 16          | Shūko Aoyama    | 6           | 5           | 6           |  |  |              |                    |              |              |              |  |